# Nicolaes van Verendael

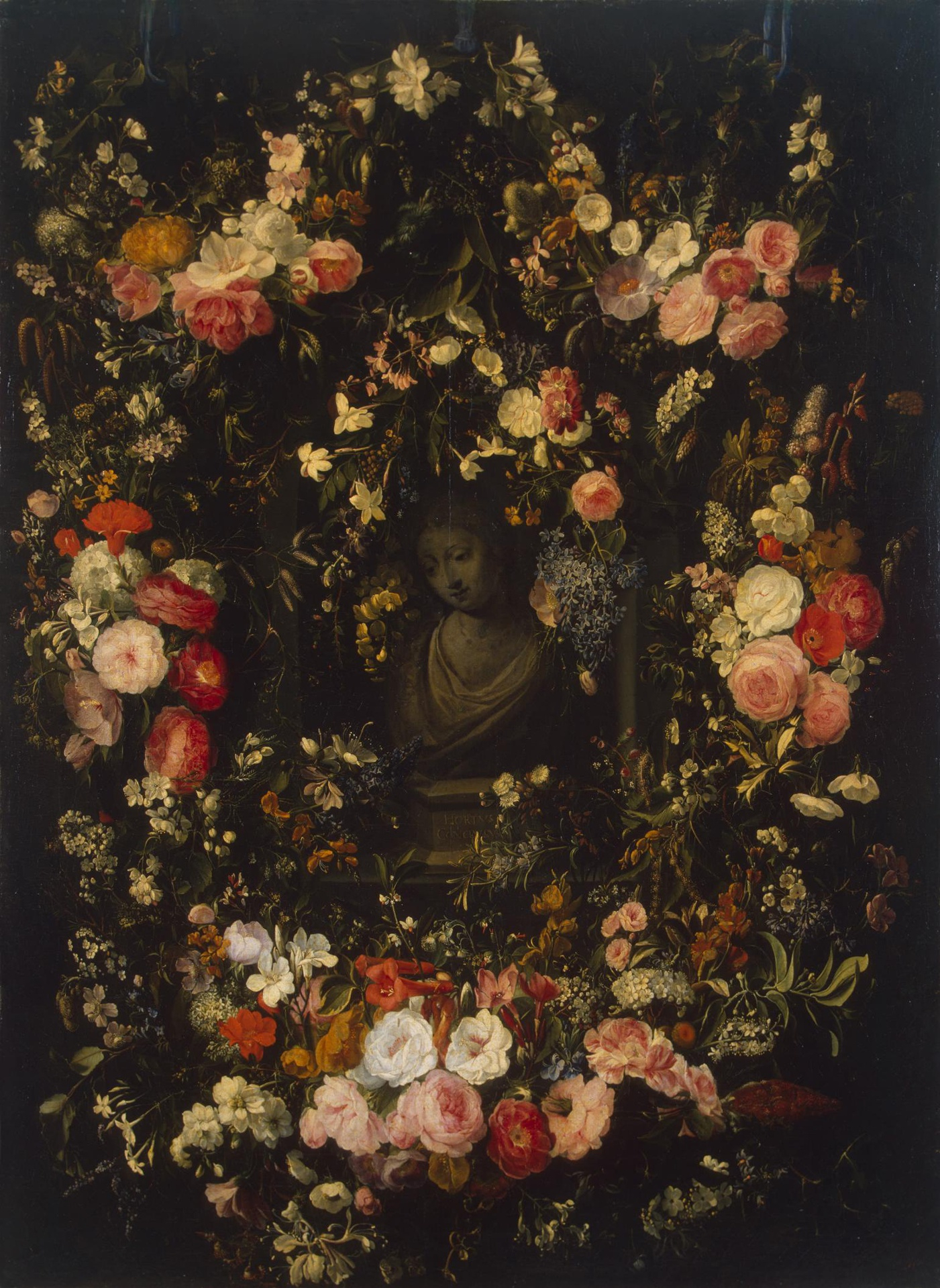
Girlanda z popiersiem Madonny, ok. 1680, Ermitaż

Nicolaes van Verendael (ochrzczony 19 lutego 1640 w Antwerpii, pochowany 11 sierpnia 1691 tamże) – flamandzki malarz barokowy.
Artysta całe życie związany z Antwerpią, od 1657 członek gildii św. Łukasza. Specjalizował się w martwych naturach przedstawiających bukiety kwiatów w wazonach i girlandy. Krytycy sztuki dopatrują się znacznego wpływu Daniela Seghersa. Prace Nicolaesa van Verendaela odznaczają się zwartą kompozycją i starannością wykończenia szczegółów.

## Wybrane prace
- Wazony z kwiatami – kilka wersji m.in. w Akwizgranie i Awinionie,
- Girlanda z popiersiem Madonny, ok. 1680, Ermitaż.